# Selatosomus aeneus
Selatosomus aeneus är en skalbaggsart som först beskrevs av Carl von Linné 1758.  Selatosomus aeneus ingår i släktet Selatosomus, och familjen knäppare. Arten är reproducerande i Sverige.

## Bildgalleri

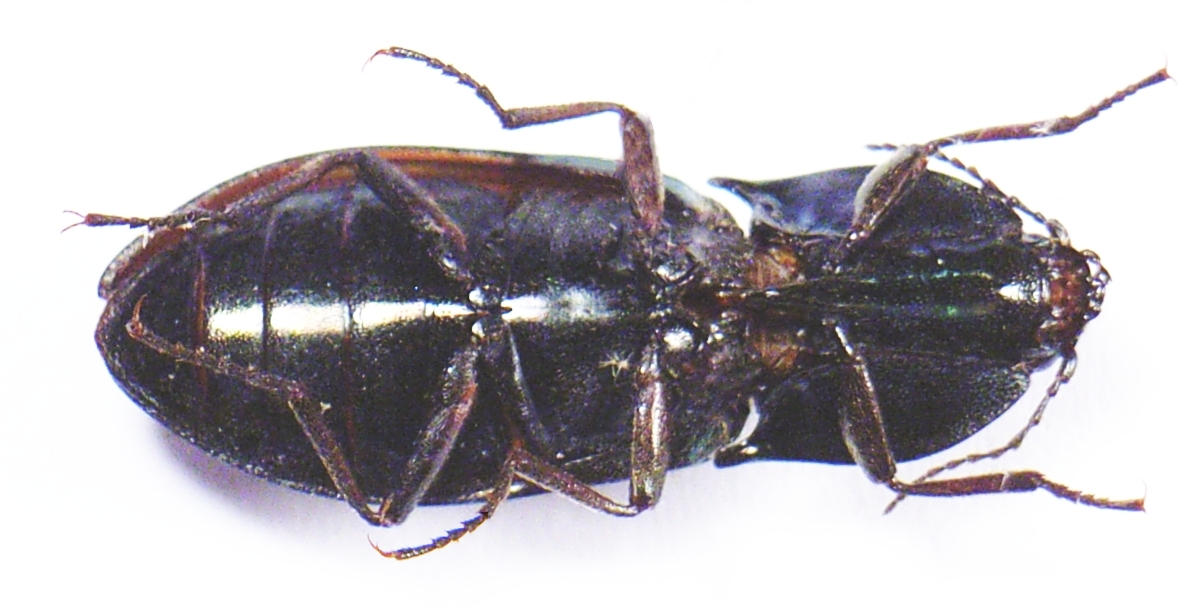
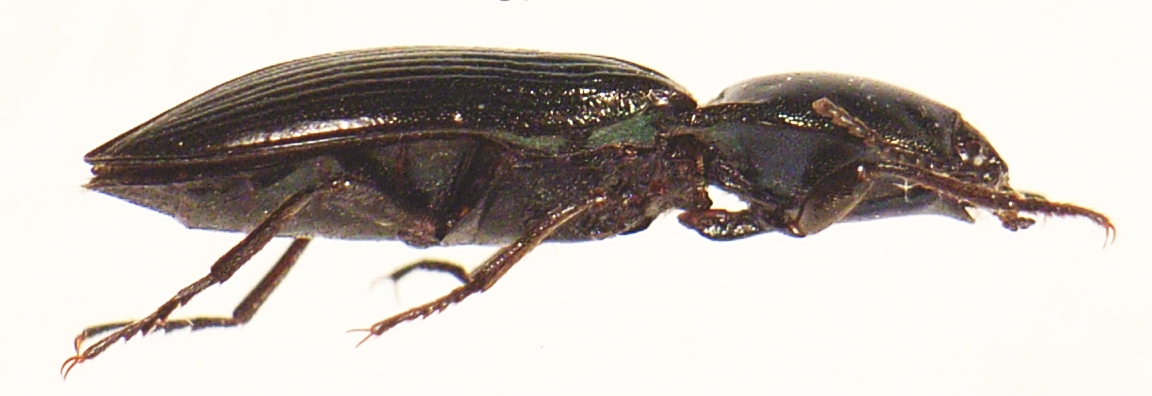
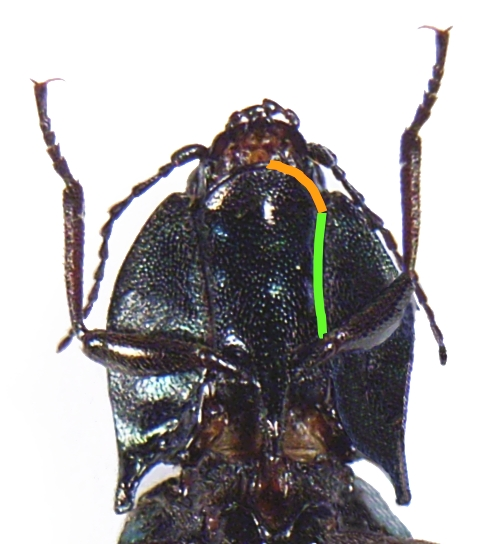
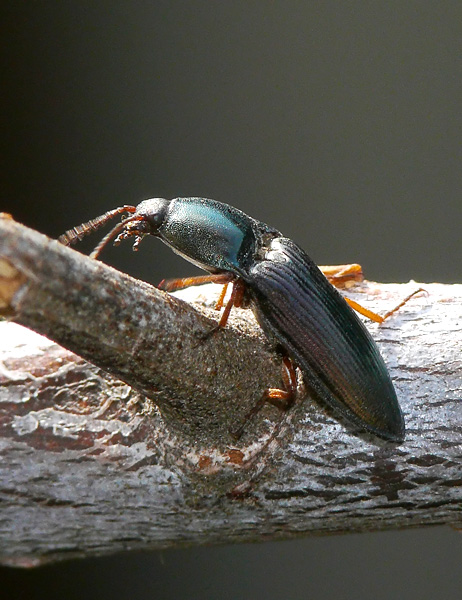
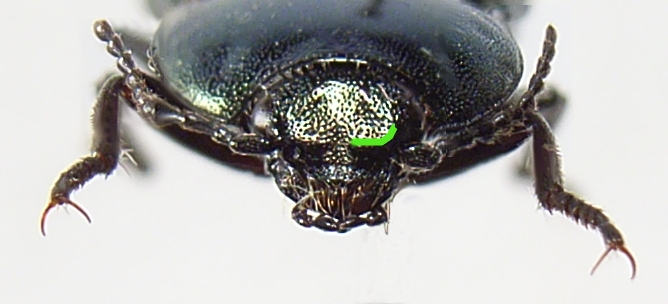
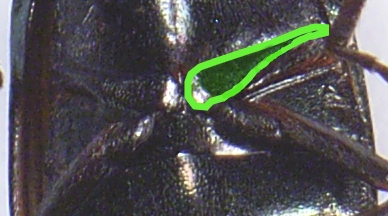